# Duplicadora a l'alcohol

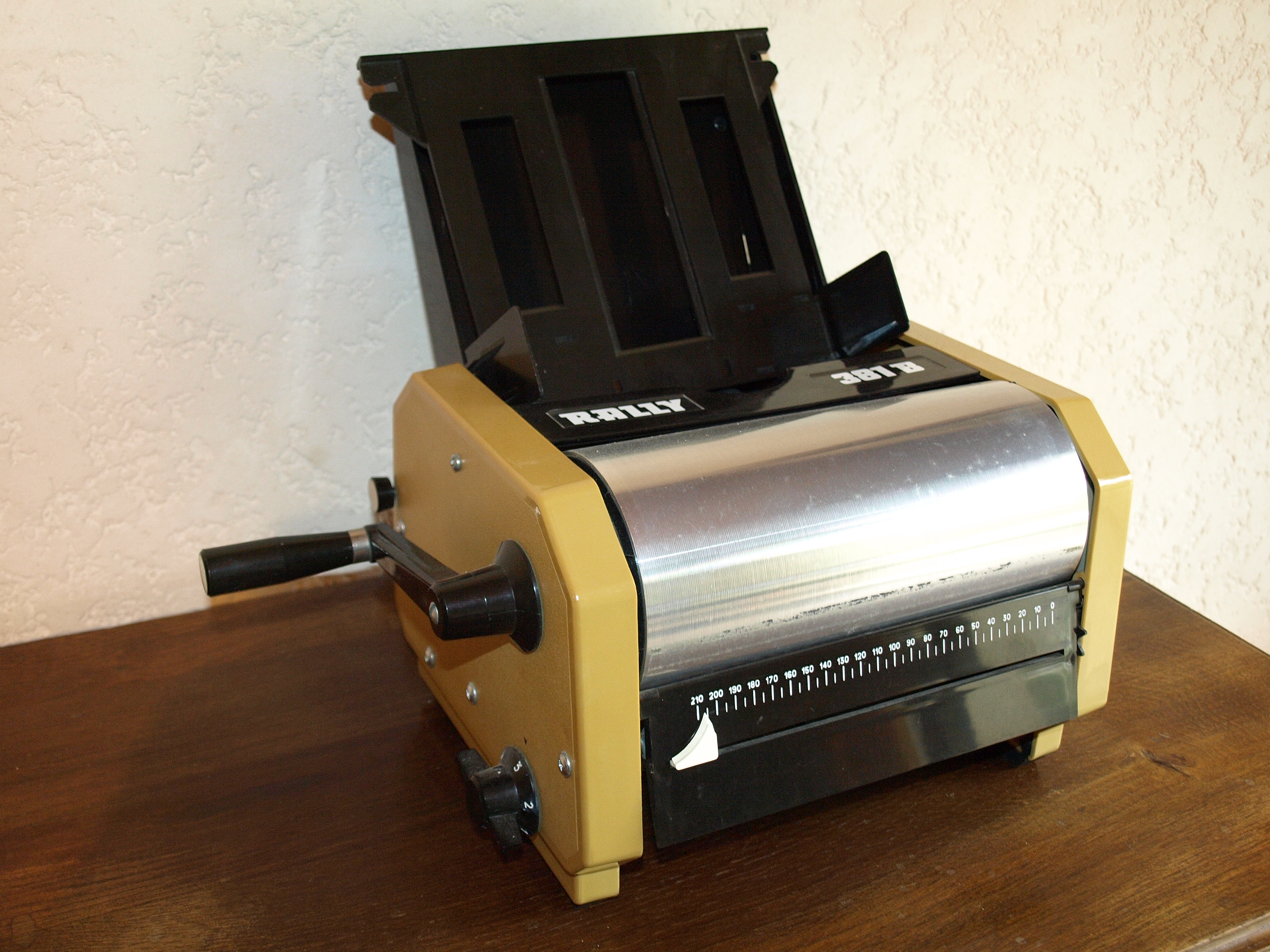
Màquina duplicadora a l'alcohol

La duplicació a l'alcohol és un mètode de reproducció de documents per transferència de tinta a través d'una solució a base d'alcohol. L'aparell que utilitza aquesta tècnica rep el nom de duplicadora a l'alcohol o copiadora a l'alcohol. Cal no confondre aquest concepte amb el que defineix un procés diferent (encara que bastant semblant) també molt utilitzat: el mimeògraf o ciclostil.
Aquest procés es va tornar obsolet per a la reproducció en paper amb la generalització de les fotocòpies i la informatització dels processos, encara que el paper còpia hectogràfic encara s'utilitza -sense la premsa rotativa-, per reproduir un dibuix sobre la pell abans de fer un tatuatge.
La tècnica de duplicació a l'alcohol s'inspira en l'hectògraf, procediment en el que una àrea de gelatina serveix de suport adherent per a la tinta que s'imprimirà sobre la còpia. El 1923, Wilhelm Ritzerfeld, creador de l'empresa alemanya Ormig, va tenir la idea d'utilitzar paper encerat com a suport adherent per a la tinta.

## Procés
S'utilitzen tres fulls superposats: un full blanc clàssic, un full de parafina i un full de paper còpia anomenat hectogràfic. Quan l'usuari pressiona a través d'un retolador de punta dura o una màquina d'escriure sobre el 1er full clàssic, el paper còpia estableix una capa de tinta en la part posterior del paper encerat. A mesura que es va escrivint la redacció de l'original es genera un negatiu sobre el full de parafina.
La làmina encerada on es troba el negatiu es col·loca llavors en una premsa rotatòria. Una solució alcohòlica dilueix lleugerament la tinta del negatiu a fi de dipositar-lo en un full nou per a cada rotació de la premsa. La quantitat de tinta està limitada a la dipositada inicialment sobre el paper encerat, per això el nombre de còpies rares vegades pot superar els 200 exemplars i la impressió és de baix contrast.